# Antivirale middelen

Schematische voorstelling van de werkingsmechanismen van de verschillende klassen hiv-remmers

Antivirale middelen zijn stoffen die bij virusinfecties gebruikt kunnen worden om deze te bestrijden. Dergelijke middelen werken doordat ze het koppelen van virussen aan de gastheercel bemoeilijken, of doordat ze de werking van de virale enzymen in de gastheercel onderbreken. Die enzymen spelen een rol bij het kapen van het celdelingsmechanisme van de gastheer.
De meeste van de nu beschikbare antivirale middelen zijn gemaakt voor de bestrijding van hiv, herpes, hepatitis B-, hepatitis C-, influenza A- en influenza B-virussen. Onderzoekers werken aan antivirale middelen tegen andere families van virale ziekteverwekkers.
Het maken van veilige en effectieve antivirale middelen is moeilijk, omdat virussen de cellen van de gastheer gebruiken om te repliceren. Dit maakt het moeilijk om eigenschappen van het medicijn te vinden die het virus zouden verstoren zonder ook de cellen van de gastheer te schaden. Bovendien is de grootste moeilijkheid bij het ontwikkelen van vaccins en antivirale geneesmiddelen te wijten aan virale variatie.
De opkomst van antivirale middelen komt door een sterke vergroting van de kennis over de genetische en moleculaire functie van organismen, waardoor biomedische onderzoekers de structuur en functie van virussen beter kunnen begrijpen, belangrijke vooruitgang in de technieken voor het vinden van nieuwe medicijnen en de druk die op de geneeskunde wordt uitgeoefend door het humaan immunodeficiëntievirus (Hiv), de oorzaak van het verworven immunodeficiëntiesyndroom (aids).
De eerste experimentele antivirale middelen werden ontwikkeld in de jaren 1960, meestal voor de bestrijding van herpesvirussen en werden gevonden met behulp van traditionele trial-and-errormethoden voor het ontdekken van geneesmiddelen. Onderzoekers maakten celculturen en besmetten ze met het doelvirus. Ze introduceerden vervolgens chemicaliën in de culturen waarvan ze dachten dat ze de virale activiteit konden remmen en observeerden of het niveau van het virus in de culturen steeg of daalde. Chemicaliën die een effect leken te hebben werden geselecteerd voor nader onderzoek.
Dit was een zeer tijdrovende procedure en bij gebrek aan een goede kennis van de werking van het doelvirus was het geen efficiënte methode voor het vinden van effectieve antivirale middelen die weinig bijwerkingen hadden. Pas in de jaren tachtig, toen de volledige genetische samenstelling van virussen werd ontrafeld, begonnen onderzoekers te begrijpen hoe virussen in detail werkten en welke chemicaliën nodig waren om hun voortplantingscyclus te ontregelen.

## SARS-CoV-2
Sinds januari 2020 wordt er aan een vaccin voor SARS-CoV-2 (Wuhan-coronavirus) gewerkt. De Coalition for Epidemic Preparedness Innovations (CEPI) ondersteunt drie initiatieven:
- De Amerikaanse National Institutes of Health (NIH) startte een samenwerking met het biotechnologiebedrijf Moderna om een vaccin te creëren, met de hoop een productie te kunnen starten in mei 2020. Hun strategie is om een RNA-vaccin te maken dat matcht met het oppervlak van het coronavirus.
- De Universiteit van Queensland (UQ) richt zich op een moleculair DNA-clampvaccin met genetisch gemodificeerde virale eiwitten die zich enkel zullen gedragen als het coronavirus en daardoor de immuunreactie versterken.
- De Public Health Agency of Canada verleende permissie aan Vaccine and Infectious Disease Organization – International Vaccine Centre (VIDO-InterVac) om te beginnen met het maken van een vaccin in een onafhankelijk project. In maart 2020 wil VIDO-InterVac beginnen met de productie van dit vaccin en zal dit dan eerst testen bij dieren. Testen op mensen staan gepland in 2021.

## Indeling van antivirale middelen
Antivirale middelen verschillen van elkaar doordat ze alleen in bepaalde stadia van de verspreiding van een virus werken:
- Het voorkomen van het afzetten van de virusdeeltjes op het celmembraan van de gastheer
- Het voorkomen van binnendringing in de gastheercel (het voorkomen van het vrijkomen van het virusgenoom uit de eiwitmantel (capside))
- Verstoring/remming van de synthese van virale nucleïnezuren en eiwitten (capside-eiwitten)
- Remming van de assemblage (assemblage van de gesynthetiseerde viruscomponenten in nieuwe virussen)
- Onderdrukking van de afgifte van de nieuw gevormde virussen uit de gastheercel